# Sócsú

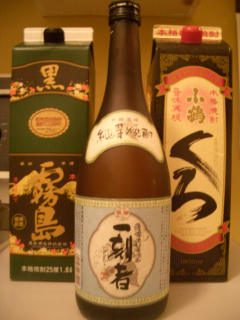
Egy üveg és két doboz sócsú

A sócsú (焼酎; Hepburn: shōchū) japán égetett szesz. Általában árpából („mugi”), édesburgonyából („imo”), hajdinából („szoba”), vagy rizsből („kome”) állítják elő, habár, néha más hozzávalókból, mint barna cukorból, japán gesztenyéből, szezámmagból, vagy akár répából is előállítják. A sócsú palackozáskor hozzávetőlegesen 25% alkoholt tartalmaz, így gyengébb a whiskynél és a vodkánál, de erősebb a bornál és szakénál. A koktélösszetevőként használt, többszörös lepárlású szódzsut nem ritkán magasabb, akár 35% alkoholtartalommal hozzák forgalomba.
A sócsú eredetileg Kjúsúból származik, de ma már egész Japánban készítik.

## Kultúra

### Ivás

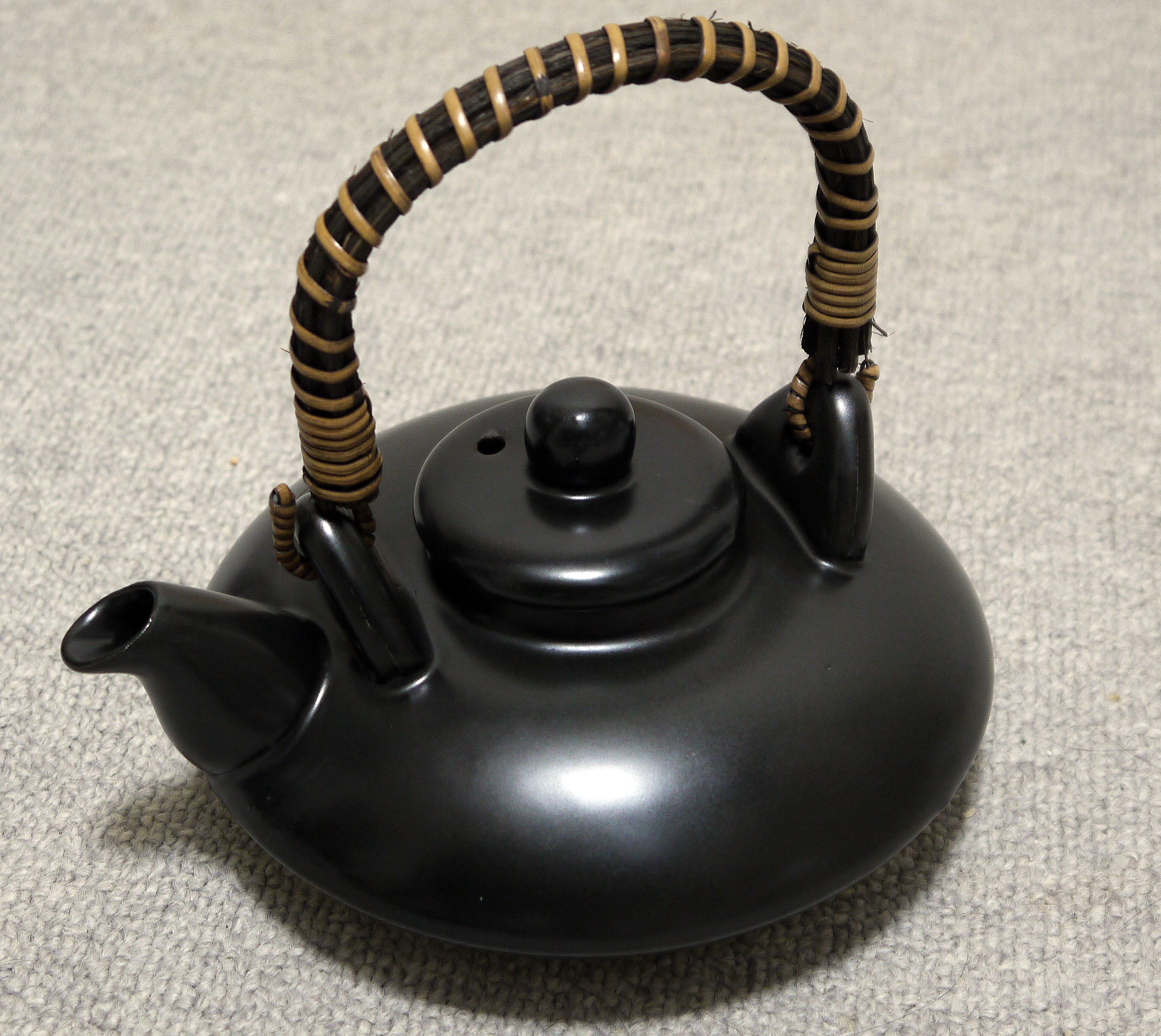
Dzsoka: kanna, amiben a meleg sócsút készítik

A sócsút nem szabad összekeverni a szakéval, a főzött rizsborral. Az íze messze nem olyan telt, inkább a keményítő érződik erősen, amit a lepárlás folyamán használnak. Az ízét sokszor durvának szokták mondani.
A sócsút évszak és személyes ízlés alapján sokféleképp isszák:
- tisztán, önmagában, hozzáadott dolgok nélkül
- jéggel keverve
- szobahőmérsékletű, vagy meleg vízzel hígítva ('mizuwari' or 'oyuwari', illetőleg)
- oolong teával vagy gyümölcslével keverve
- csúhaiként, ez tartalmaz sócsút, jeget, szódát, és aromaként gyakran citrom, grépfrút, alma vagy ume
- alacsony alkoholtartalmú sörrel keverve, amit hoppyként ismert

A sócsú könnyen elérhető szupermarketekben, italboltokban, kisboltokban Japánban, míg a fémdobozos csuhai kapható a Japánban mindenütt jelenlévő automatákból. Sócsút találni Japánon kívül nehéz, kivéve azokat a városokat, ahol nagyobb japán lakosság van jelen. Az érdeklődés a sócsú iránt Észak-Amerikában nőtt meg, részben a nagy városokban, mint Los Angeles, San Francisco, Vancouver, Toronto és New York. Sócsú-bárok kezdtek nyílni New Yorkban, és ma már több mint 100 márka érhető el az Egyesült Államokban.
Kjúsúban, a gyártás központjában a sócsú sokkal gyakoribb, mint a szaké. Sőt itt a „szaké” általában sócsút jelenet, és meleg vízzel keverik. Először a meleg vizet öntik a pohárba, majd óvatosan hozzáadják a sócsút. Általánosságban a sócsú mennyisége felülemelkedik a meleg vízén, így az íze is élvezhető. Alkalmanként a sócsút és a vizet összekeverik, hagyják egy napig állni, majd óvatosan felmelegítik.

### Elterjedése
A 21. század elején volt az első észlelhető fogyasztói mennyiség, és 2003-ban haladja meg a belföldi szállítási mennyiséget a többi szakéval szemben. 
Feltűntek a sócsú bárok, kizárólagosan ezt az italt felszolgálva, az első osztályú márkáknál bizonyos összetevőkre, termelési módszerekre, avuló technikára fókuszálva, amik beléptek a piacra. Ez az ital keresztülment változásokon, eredetileg ez egy régi stílusúnak tűnik, de mára trendi lett a fiatalok és azon belül is főként  nők körében.
A 2005-ös televíziós drámában a Kiken na Aneki-ben bemutatják ezt a változást az italozási szokásokban. A cselekmény középpontjában a Mijazaki prefektúrában élő Minagava család áll. Sócsút készítenek édesburgonyából, amit imodzsócsú-nak neveznek. A főszereplő Hiroko (Ito Miszaki), aki a sorozat nagy részét azzal tölti, hogy elég pénzt keressen, hogy megmentse a sörfőzdét az uzsorásoktól, de a folyamat közben a vállalati főzdék részévé válik. A nagyobb cégek elkezdik hirdetni, aminek következtében az imodzsócsú népszerűvé válik. ebben a kitalált történetben fiatal nőknek reklámozzák, de előtte főként az öregebb férfiak körében volt elterjedt.
Rengeteg oka van a sócsú jelenlegi népszerűségének. A növekvő egészség-tudatosság miatt sok ember látja egészségesnek más alternatívákhoz képest. Az orvosok állítása szerint nagy szerepet játszik a infarktus és diabétesz megelőzésében. Egyébként a különböző stílusú konyhákban is megállja a helyét.
Sigecsijo Izumi, egy japánban élő 120 éves ember, a napi étrendjének a részévé tette a sócsút.  Ezt a szokását fel is jegyezték rekordként a Guinness Rekordok Könyvébe A sócsú iránti szenvedélye vezetett azokhoz a spekulációkhoz, miszerint egészséges, és a hosszú életként is reklámozzák. Dacára ezeknek az állításoknak, Izumi személyes orvosa a sócsú ivása ellen van, mivel szerinte a veséje nem elég erős ahhoz, hogy feldolgozza az italt az ő korában. Izumi viszont a következőt mondta: „ Sócsú nélkül nem lenne semmi élvezet az életben. Inkább meghalok, minthogy feladjam az ivást.”

## Története

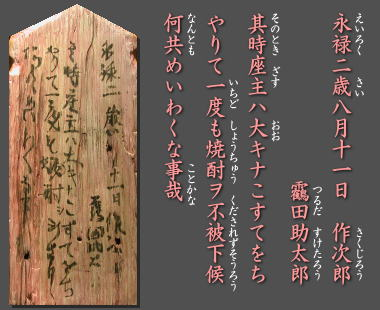
Sócsú felirata a Kórijama Hacsiman-szentélynél. A furigana a jobb oldalon látható. Két ács által van beleírva és augusztus 11-ére, az Eiroku-kor 2. évére (i.sz. 1559.) van datálva

A sócsú pontos eredete nem tisztázott. Az eredeti sócsú keménységű italt „araki”-nak hívják(araq arabul) vagy rambiki Japánban, az arak egy általános fogalom a különböző desztillált italokra az egész Közel-Keleten. A sócsú Perzsiából származik, ami nyugaton Európa és keleten India, Thaiföld és Okinava felé terjedt. A 16. század környékén érkezett ez meg Kagosimába, ahol végül megszületett a sócsú. Okinaván ez Avamoriként ismert.
Amennyire a japán történelmi feljegyzésekből meg lehet határozni, a 16. században már csináltak Japánban sócsút. Például, amikor Francis Xavier szerzetes meglátogatta Kagosima prefektúrát 1549-ben, a következőt  jegyezte le: „a japán arak rizsből készül […], de még egyetlenegy részeget sem láttam. Ez azért van, mert ha valaki egyszer becsíp, akkor lefekszik, vagy elmegy aludni.”
Sőt, a Kórijama Hacsiman szentélyben Ókucsi, Kagosimába van a legöregebb közvetlen bizonyíték arra, hogy Japánban megtalálható a sócsú. A két ács, akik a szentélyen dolgoztak a következőket  vésték a tető egyik deszkájába: „ A főpap olyan fukar volt, hogy egyszer sem kínált minket sócsúval. Milyen kellemetlen!” 
A korai időktől kezdve az Edo-korig egész Japánban a hagyományos kacuri módszerrel, egyszeri desztillálással állították elő. A  Meidzsi-korban a többszöri desztilláláshoz szükséges berendezést Nagy-Britanniából importálták, lehetővé téve a magas tisztaságú sócsú tömeggyártásának a lehetőségét mialatt nagy rizshiány volt.

## Szabályozása és osztályozása
Japán alkoholokról szóló adózási törvénye szerint, ami 2006 áprilisában lépett életbe, két kategóriába sorolják a sócsút (fehér szesznek is nevezik).

### Többszörösen lepárolt sócsú
A többszörösen lepárolt sócsú a szabályozása szerint olyan, speciális lepárlóberendezésen egynél többszöri lepárolt alkohol, amit legfeljebb 36% alkoholtartalmúra hígítva hoznak forgalomba, és teljesíti a következő feltételeket is:
1. Az alapanyagai közt nincsen kicsirázott gyümölcs vagy gabona.
2. Nincs keresztülszűrve faszénen.
3. Ha részben vagy egészben cukrot használnak alapanyagként, akkor legkevesebb 95%-os tisztaságúra kell finomítani.
4. Lepárlás előtt vagy közben nem engedélyezett más hozzávalók hozzáadása.

A 2006-os törvény felülvizsgálatáig a törvény ezt az italfajtát a sócsú kórui (焼酎甲類; Hepburn: shōchū kōrui), azaz „elsőrangú sócsú” kategóriába sorolta, amit „kósu”-nak is rövidítenek. A Koreából importált szodzsu nagyon édes változatait ez utóbbi kategóriába sorolják, és az utóbbi időben a népszerűségük is megnőtt.
Általában ezt egy melaszhoz hasonló erjesztett folyadékból párolják le. A többszöri lepárlás nagy tisztaságú etil-alkoholt eredményez, amely jellemzően szagtalan és közel jellegtelen ízű. Ezután vizet adnak hozzá, amelynek jellege némileg befolyásolja a sócsú ízét és ihatóságát.
A kórui sócsú édesburgonyából, burgonyából és kukoricából készül.
Általában modern nagy gyárakban állítják elő. A lepárlók a párlat hígításával készítik a kórui sócsút.
A többszörös lepárlású sócsú lepárlóoszlopokkal készül. Az úgynevezett cefreoszlopból és finomítóoszlopból álló rendszer szünet nélkül képes sokszorosan finomított szeszt főzni a beadagolt erjesztett alapanyagból, így ezt a fajtát a nagyobb vállalkozások olcsón, nagy mennyiségben képesek előállítani.

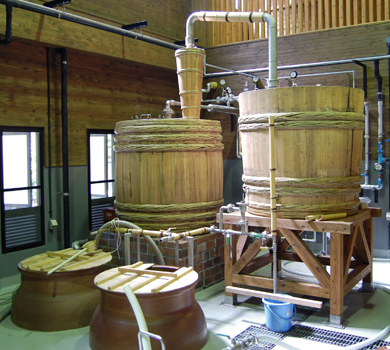
Egyszerű lepárlás. A fatartályok a leggyakrabban használtak a kisebb lepárlókban.

### Egyszer lepárolt sócsú
Olyan alkohol, melyet többszörös lepárlásra alkalmatlan lepárlón főztek legfeljebb 45% alkoholtartalmúra, olyan cefrékből, melyek nagyobbrészt a következő alapanyagokból állnak
1. gabona vagy burgonya és a hozzájuk tartozó enzimkultúra, a kódzsi (麹; Hepburn: kōji?)
2. gabona kódzsija
3. a szaké seprője vagy zaccja, esetlegesen rizzsel és/vagy annak kódzsijával
4. a megengedett cukortípusok valamelyike és rizs kódzsija
5. gabona vagy burgonya és azok kódzsija egyéb összetevőkkel, de azok aránya súly szerint nem haladhatja meg az 50%-ot.
6. egyéb alapanyagok bizonyos megkötésekkel

A 2006-os törvény felülvizsgálatáig a törvény ezt a sócsú ocurui (焼酎乙類; Hepburn: shóchú ocurui), azaz „másodrangú sócsú” kategóriába sorolták, amit egyszerűen ocusunak is szoktak nevezni.
Az egyszer párolt sócsú kisüsti eljárással készül, de a nyugati kisüsti hagyománnyal ellentétben nem kétszer vagy háromszor, hanem csak egyszer főzik, így nincs külön cefrefőzés és finomítás.

### Érlelése
A friss sócsút rövidebb-hosszabb érlelés után szállítják. Az ehhez használt edények és tárolóhelyiségek változatosak és befolyásolják az ital jellegét.
Az érlelés eredményeként alakul ki a sócsú végleges íze és aromája. Ez a folyamat alapesetben 1–3 hónapig tart. A 3-6 hónapig tartó érlelést „kezdeti érlelés”-nek nevezik, ez már nagyban csökkenti a sócsú élességét.  A hat hónap és három év közötti sócsúnak általában már kimondottan lágy jellege van.
A „hosszúérlelésű” sócsút több, mint 3 évig érlelik, bár ez a hosszú érlelés nem mindig jár további ízjavulással. Az avamorinak azonban kimondottan jót tesz, ezért azt a szeszfőzők gyakran 10 évig is érlelik.

#### Előfordulása
A sócsút rengeteg helyen készítik, hogy minél változatosabb ízeket hozzanak létre. A különbségek a hőmérsékletben és a páratartalomban fordulnak elő.
Ezek a helyek lehetnek alagutak és mészkőbarlangok is.

#### Honkaku sócsú
2006-ig, a japán háború utáni adózási törvény két osztályba sorolja, a koruiba és az ocuruiba. Japánban ezek a szavak olyasmit jelentenek, mintha magas és alacsony osztályba sorolnánk.
Attól félve, hogy a korui sócsút rosszabbnak fogják hinni, mint az ocurui sócsút, a Kjúsúi Ocurui és Korui Sócsú Főzők Közössége megjárta a Pénzügyminisztériumot, ahol 1962-ben sikerült elérniük, hogy a honkaku shōchū (本格焼酎; Hepburn: honkaku shōchū)t, vagy  hivatalos sócsút, mint alternatív nevet. Erről az elnevezésről sokan hiszik, hogy 1957-ben Enacu Dzsunkicsi, a kirisimai sörfőzde elnöke adta.
Mindazonáltal, mivel nem volt eldöntve, hogy mikortól van a hivatalos elnevezés, a viták csak folytatódtak. végül 2002. november 1.-én a törvények kimondták, hogy az 1-5-ig tartó kategóriákba tartozókra sócsú, az egyszeri lepárláson átmenteket honkaku sócsúnak nevezik.

### Sócsú fogyasztása Japánban kategóriák szerint
2009-ben az alábbi sócsú fogyasztás volt  megfigyelhető (adó alapján) Japánban:
| Kategória             | Hazai (kl) | Import (kl) | Összes (kl) |
| --------------------- | ---------- | ----------- | ----------- |
| Többszörösen lepárolt | 410,336    | 69,061      | 480,397     |
| Egyszeresen lepárolt  | 531,128    | 374         | 531,502     |
| Összes                | 946,464    | 69,435      | 1,011,899   |
| (Szake)               | 616,210    | 89          | 616,299     |

## Moromitori sócsú
A leggyakoribb egyszer lepárolt sócsú a moromitori sócsú. Ez a név a termelési folyamatból ered:
1. Nyersanyag eljárás. Általában rizst vagy árpát áztatnak vízbe, aztán gőzölögtetik, majd lehűtik.
2. Kóji termelés. A kójikin spórákat terem, ami kifejleszti azt az anyagot, amiből a kóji lesz, ami meg enzimeket termel, ahogy nő. Az enzimek a keményítőmolekulákat olyan cukormolekulákká alakítják, amik erjesztenek.
3. Elsődleges erjedés. A kojit szétszedik azáltal, hogy vizet adnak hozzá, majd 7-9 napig egy tartályban vagy erjesztőkádban tartják, hogy finomítatlan alkoholt hozzanak létre, amit „moto”-nak vagy (első szint)„moromi”-nak hívnak.
4. Másodlagos erjedés. A gőzölt fő hozzávalót és vizet adnak a finomítatlan alkoholhoz, és újra moromi formájába erjesztik( második szint). Az ezalatt az idő alatt hozzáadott dolgok erősen befolyásolják a sócsút, például, ha édesburgonyát adnak hozzá, akkor krumplis sócsú lesz.
5. Lepárlás. A moromi alkohol tisztítása.

### Kódzsi
Kódzsi (麹) egy gombaszerű öntőformába kerül, ami az ital aromájára befolyással van. Három különböző forma létezik, mely elősegíti a végső ízét.
- Fehér.  A Taisó korszak kezdetén fedezték fel, amikor megfigyelték, hogy a természetes változásnál és elválasztásnál a fekete kóji fehérre válik.  Végül felkutatták ezt a hatást, így  a fehér kódzsi már önmagában is termeszthető. A fehér kódzsit könnyű művelni, és az enzimei elősegítik a gyors elcukrosodást,  aminek a segítségével a sócsú többségét ma is előállítják.

Ez egy üdítő, finom, édes ízt kölcsönöz.
- Fekete. Főleg Okinaván használják az avamori előállításához. Az előállításához sok citromsavat használnak, hogy megakadályozzák a moromi megsavanyodását. Mind a 3 kóji hatásosan hozza ki az alaphozzávalókat, így a sócsúnak érett, édes ízt biztosítva. A spórái könnyen szétszóródnak, ezért hamar befeketednek a munkagépek, és a munkások ruhái.
- Sárga. Használatos a szaké és a honkaku sócsú előállításában is. A sárga kódzsi ugyanakkor rendkívül érzékeny a hőmérsékletre, a benne lévő moromi könnyen megsavanyodik. Emiatt a melegebb régiókban, mint Kjúsún, igen nehéz elkészíteni, így a fekete és fehér kódzsi fokozatosan válik népszerűvé. Az erőssége az, hogy gazdag, gyümölcsös, üdítő ízt ad, szóval a nehézségek ellenére is sok főzde használja. Népszerű az olyan fiatalok és nők körében, akiket nem igazán érdekelnek az erősebb, burgonyás  sócsúk.

### Víz
A víz nélkülözhetetlen hozzávalója a készítésnek. A különböző fajtájú vizek erősen befolyásolják a végeredményt. Rengeteg fajta vizet használnak az előállítás alatt.

### Fajtái
A moromitori sócsúnak is vannak különböző fajtái.

#### Rizs sócsú
Rizs sócsú (米焼酎; Hepburn: komejōchū) elkészítéséhez ugyanaz kell, mint a szakéhoz. Egy meglehetősen sűrű íze van, ami eredetileg, olyan helyeken fordult elő, ahol túl meleg volt a szaké előállításához .
Kumamoto prefektúrában is viszonylag ismert. Kuma shōchū (球磨焼酎) különösen Kumamotoban terem, ami földrajzi jelzés is.
A rizs sócsút, olyan helyeken készítik, amelyek szakéjukról is híresek. Ilyen például Niigata és Akita prefektúra.

#### Árpa sócsú
Árpa sócsú (麦焼酎; Hepburn: mugijōchū) nem annyira megkülönböztethető a rizs sócsútól, és inni is ugyanolyan könnyű. Mindazonáltal, ha a tartó hordó elöregszik az íze élesebb lesz és erősen emlékeztet a málta-whiskeyre.

#### Édesburgonya sócsú
Édesburgonya sócsú (芋焼酎; Hepburn: imojōchū) édesburgonyát használ alapvető hozzávalóként. Széles körben elterjedt Kjúsú déli részein az Edo-kortól kezdve. Eredetileg, és kizárólag csak Kagosima és Mijazaki prefektúrában készítették, de ma már egész  Japánban csinálják, helyi növényből.
Van egy erőteljes ízhatása és különleges szaga, de mostanság a sócsúfőzőknek  sikerült olyan változatokat is előállítani, amiben a szag már nem annyira érezhető.
A burgonyás sócsú íze kissé hasonlít a whiskeyére.

#### Barnacukros sócsú
Az Edo-koron keresztül a csendes-óceáni háborúkon át, az Amamori-szigetek ugyanúgy állítottak elő szeszesitalokat, aminek az alapja a barna cukor. A háború közepétől az amerikai megszálláson át, a rizshiány (az avamori alaphozzávalója), és hogy  a cukoralapú szeszesitalt nem tudták a főszigetre exportálni, nagy többlet alakult ki. 1953-ban, amikor az Amami-szigetek visszakapták a japán szuverenitást, az 1949-es alkohol-adótörvény miatt nagy adót kellett fizetniük a sócsúra.
A háború előtt volt még egy cukron alapuló szeszesital az Ogaszavara-szigeteken. Cukor-alkoholként is fordítják, lehetséges, hogy a barna cukros sócsú egyik fajtája volt. A háború miatt állt le a termelése, de, hogy újra bekerüljön a köztudatba, hozzá hasonló szeszesitalt készítettek. Ogaszavarában ez a rumot helyettesítette tulajdonképpen.

#### Szoba sócsú
Szoba, vagy hajdina, sócsú (そば焼酎; Hepburn: sobajōchū) eredete csak 1973-ig visz vissza, amikor a mijazaki prefektúrai Unkai Brewery Co. kitalálta, hogy a helyi hegyekben lévő hajdinát fel kellene használni.
Az íze enyhébb az árpa sócsúnál.

#### Avamori

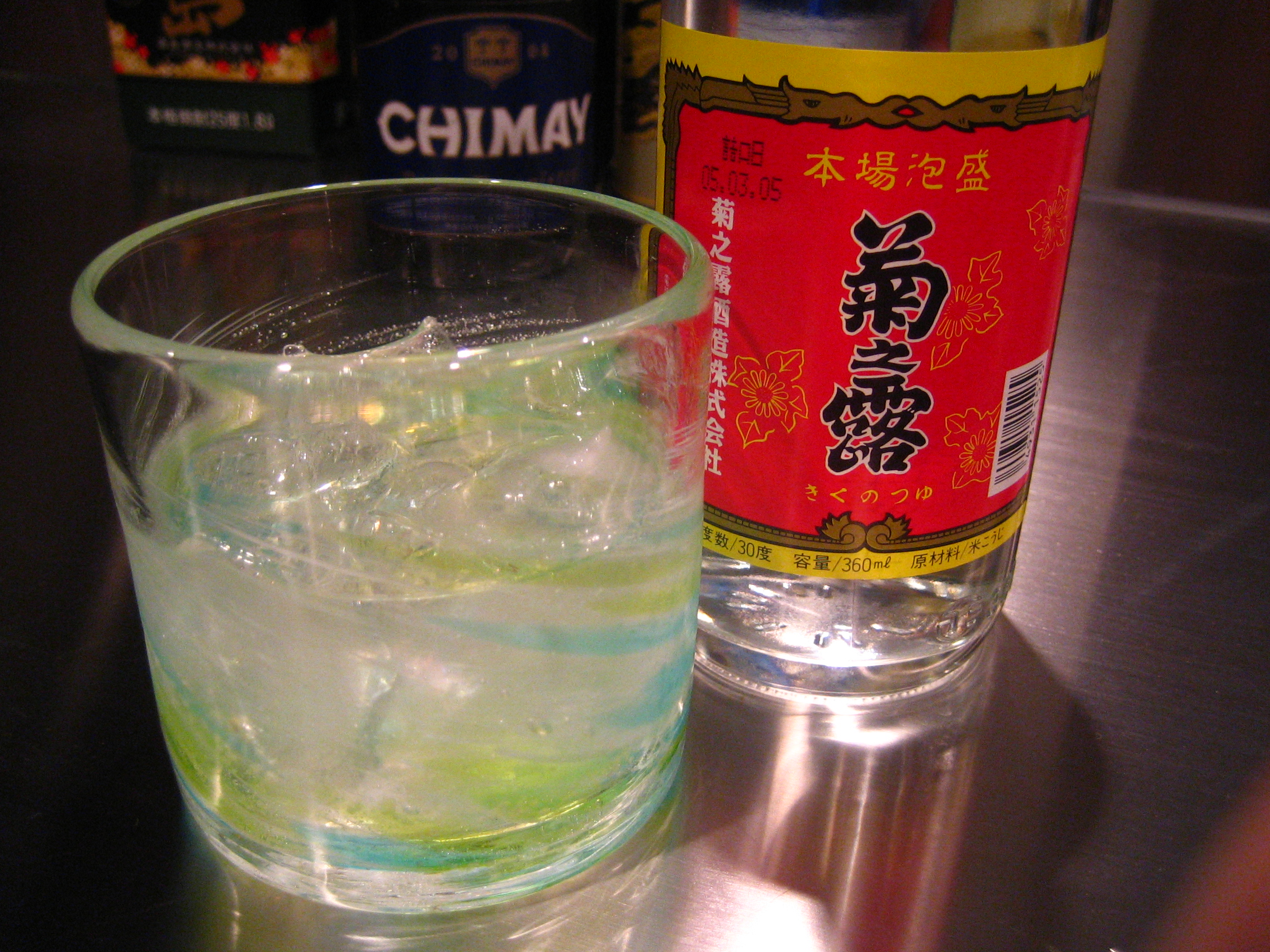
Egy üveg avamori a Kikonucuju főzdéből

Okinava az avamori otthona, amihez rizst használnak alaphozzávalóként. 1983 áprilisáig ocurui sócsúként címkézték, de ma már inkább autentikus sócsúként emlegetik.
Az avamorit a hosszú-szemcsés morzsolt Indica rizsből, nem pedig a szokásos rövid-szemcsés rizsből, amiből alapjáraton csinálják a sima sócsút. Az erjedési folyamathoz a fekete koji öntőformáját használják.
Az erjedésnek akkor van vége, amikor elkezd sok citromsavat előállítani, amit egész évben csinálnak Okinava meleg éghajlata ellenére. A lepárlás után csökkentik az erősségét vízzel úgy 25%-osra, habár vannak amik csúcspontja 43%-os tartalom.
A japán törvények szerint ez az egyszer lepárolt honkaku sócsúk osztályába sorolják, annak ellenére, hogy rengeteg előállítási procedúra létezik.

#### Egyebek
A japán törvények elismerik a shiso levelet, a gesztenyét többek között, mint különleges hozzávalót, bár ezeken kívül több más is van még. Például a tej sócsú, ami a Makiba-no Yume márka egyik különlegessége. Általánosságban valami gyümölcslével van keverve.

## Kaszutori sócsú
A moromitori sócsúval ellentétben a kaszutori sócsú (粕取り焼酎) a lepárolt szaké erjedés utáni termékéből készül. Ez a honkaku sócsú egyik formája.

## Fordítás
Ez a szócikk részben vagy egészben  a    Shōchū című angol Wikipédia-szócikk ezen változatának fordításán alapul.  Az eredeti cikk szerkesztőit annak laptörténete sorolja fel. Ez a jelzés csupán a megfogalmazás eredetét és a szerzői jogokat jelzi, nem szolgál a cikkben szereplő információk forrásmegjelöléseként.